# دي مايلز
دي مايلز (بالإنجليزية: Dee Miles) هو لاعب كرة قاعدة أمريكي، ولد في 15 فبراير 1909 في Kellerman, Alabama ‏ في الولايات المتحدة، وتوفي في 2 نوفمبر 1976 في برمنغهام في الولايات المتحدة.